# Virginiangelo Marabini
Virginiangelo Marabini (Imola, 22 ottobre 1931 – Bologna, 18 aprile 2016) è stato un politico italiano, membro della Camera dei deputati per due legislature dal 1976 al 1983.

## Biografia
Da giovane svolse un'intensa attività dapprima nell'Azione Cattolica, poi nel partito della Democrazia Cristiana. Nel 1953 venne eletto nel consiglio nazionale del movimento giovanile D.C.
Nel 1956 fu eletto consigliere comunale a Imola. Negli anni sessanta si trasferì a Bologna; fu eletto nel consiglio della Provincia di Bologna e poi nel consiglio comunale della città felsinea. Per diversi anni (1963-64 e 1968-71) fu segretario provinciale della D.C.
Alle elezioni politiche del 1976 fu eletto alla Camera per la circoscrizione di Bologna-Ferrara-Ravenna-Forlì e confermato alle elezioni del 1979.
Terminata l'attività parlamentare, fu eletto al Consiglio regionale dell'Emilia-Romagna nel 1985 e nel 1990, ricoprendo per un certo periodo anche la carica di vicepresidente dell'assemblea. Dopo lo scioglimento della Democrazia Cristiana decise di non iscriversi ad alcun partito.
Sposato con Laura (scomparsa nel 2008), ha avuto una figlia, Anna Stella.

## Incarichi
Virginiangelo Marabini è stato membro delle seguenti istituzioni:
- Conservatorio Giovanni Battista Martini di Bologna (presidente dal 2007 al 2010);
- Fondazione Cassa di Risparmio in Bologna (consigliere dal 1997 al 2013 e vicepresidente per un quinquennio);
- Fondazione Teatro Comunale di Bologna (consigliere dal 2013);
- Accademia pianistica di Imola "Incontri col Maestro" (consigliere).

## Opere
Virginiangelo Marabini ha pubblicato:
- Voltandomi indietro. Sessant'anni tra la gente, Bononia University Press, 2011;
- L'amore per una città, Nuovo Diario Messaggero, Imola.